# Економічна криза в Мексиці
Криза мексиканського песо була валютною кризою, спричиненою раптовою девальвацією мексиканським урядом, песо до долара США в грудні 1994 року, яка стала однією з перших міжнародних фінансових криз, спричинених втечею капіталу.
Під час президентських виборів 1994 року, тодішня адміністрація розпочала експансіоністську фіскальну та грошово-кредитну політику. Державна скарбниця Мексики почала випускати короткострокові боргові інструменти в національній валюті з гарантованим погашенням в доларах США, залучаючи іноземних інвесторів. Мексика користувалася довірою інвесторів та новим доступом до міжнародного капіталу після підписання Північноамериканської угоди про вільну торгівлю (NAFTA). Однак жорстоке повстання в штаті Чіапас, а також вбивство кандидата в президенти Луїса Дональдо Колосіо, спричинили політичну нестабільність, і призвели до того, що інвестори підвищили надбавки за ризик на мексиканські активи.
У відповідь центральний банк Мексики втрутився на валютні ринки, щоби підтримати прив'язку мексиканського песо до американського долара, випустивши деномінований в доларах державний борг для купівлі песо. Міцність песо спричинила зростання попиту на імпорт в Мексику, що призвело до дефіциту торгівлі. Спекулянти визнали завищений песо тож капітал почав витікати з Мексики до США, посилюючи тиск ринку на песо. Під тиском виборів, Мексика придбала власні цінні папери державної скарбниці для підтримання грошової маси та запобігання зростанню процентних ставок, скорочуючи доларові резерви банку. Підтримка грошової маси шляхом купівлі більшої кількості доларових боргів, та одночасне погашення такого боргу, вичерпала резерви центрального банку вже до кінця 1994 року.
20 грудня 1994 року, центральний банк знецінив песо, і острах іноземних інвесторів призвів до ще більшої надбавки за ризик. Щоби чинити опір виниклому відпливу капіталу, банк підвищив норму процента, але більші витрати на запозичення, просто зашкодили економічному зростанню. Через неспроможність продати нові випуски облігацій державного боргу або ефективно придбати долари зі знеціненими песо, Мексика зіткнулася з дефолтом. Два дні потому, банк дозволив песо вільно плавати, після чого він продовжував знецінюватися. У мексиканській економіці спостерігалася інфляція у розмірі близько 52%, а  пайові інвестиційні фонди почали ліквідовувати мексиканські активи, а також активи ринків що розвиваються, в цілому. Вплив кризи поступово поширюється на економіки Азії та інших країн Латинської Америки. У січні 1995 року, Сполучені Штати організували фінансову допомогу Мексиці на 50 мільярдів доларів США, під управлінням Міжнародного валютного фонду (МВФ) за підтримки G7 та Банку міжнародних розрахунків. Після кризи, кілька банків Мексики зазнали краху через дуже поширені іпотечні дефолти. Мексиканська економіка пережила важкий спад, а бідність та безробіття зросли.